# تالوس (ديناصور)
التالوس (الاسم العلمي: Talos sampsoni) يعتبر من الديناصورات اللاحمة والتي تشبه في شكلها شكل الطيور، يندرج تحت فصيلة الترودونتيدات، عاش في العصر الطباشيري المتأخر قبل حوالي 76 مليون سنة، وانقرض في نهايته قبل 65 مليون سنة خلال انقراض العصر الطباشيري-الثلاثي.

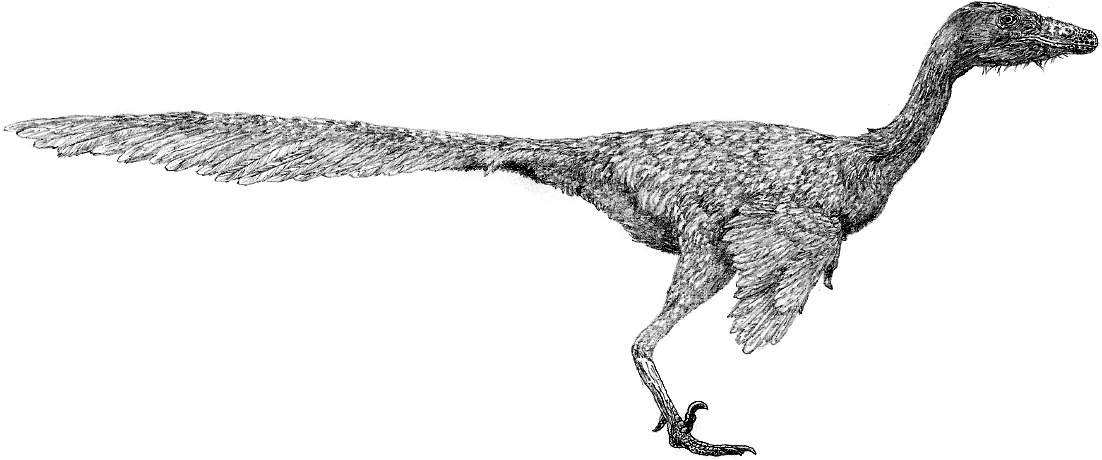